# Věžná (powiat Zdziar nad Sazawą)
Věžná – miejscowość i gmina (obec) w Czechach, w kraju Wysoczyna, w powiecie Zdziar nad Sazawą. W 2022 roku liczyła 243 mieszkańców.